# Simplocaria maculosa
Simplocaria maculosa là một loài bọ cánh cứng trong họ Byrrhidae. Loài này được Erichson miêu tả khoa học năm 1847.